# 穆尔西里二世
穆尔西里二世（英語：Mursili II），新王国的赫梯国王。在其父兄接连死于瘟疫后继承王位，在位时期发生日食，他曾对叙利亚用兵，使卡尔基米什和阿穆路重新归顺。他对西方的阿尔萨瓦进攻也以胜利告终。但是北方的卡斯卡人拒不降服，他几乎年年征讨，前后用兵达十次之多。阿济·哈亚萨地区也是同样棘手，经过几次战役才得以征服。他是著作丰富的编年史家，曾编纂一部叙述其父苏庇路里乌玛一世丰功伟绩的著作。他所写的编年史是关于赫梯人军事战略的宝贵资料。死后由穆瓦塔里二世继位。